# Bergia guineensis
Bergia guineensis là một loài thực vật có hoa trong họ Elatinaceae. Loài này được Hutch. & Dalziel mô tả khoa học đầu tiên năm 1927.